# Mimetes stokoei
Mimetes stokoei (englischer Name: Mace Pagoda) ist eine seltene Pflanzenart aus der Familie der Silberbaumgewächse (Proteaceae). Dieser Endemit der südafrikanischen Provinz Westkap galt zwischen 1967 und 2001 als verschollen. 

## Beschreibung
Mimetes stokoei ist ein aufrecht wachsender, zweigloser Strauch, der Wuchshöhen von 2 Meter erreicht. Die gegenständigen Laubblätter weisen eine goldgelbe Färbung auf. 
In einem Pseudanthium sind acht bis zehn Einzelblüten zusammengefasst. Die ovalen Hüllblätter sind silbrig gefärbt. Die zwittrigen Blüten werden von Vögeln bestäubt (Ornithophilie). Die gelben Griffel sind 50 bis 65 Millimeter lang. 
Die Samen werden durch Ameisen ausgebreitet. Bei Feuer stirbt die Pflanze ab und es überleben nur die Samen.

## Vorkommen
Mimetes stokoei ist ein Endemit der südafrikanischen Provinz Westkap. Er wächst auf sandigen Hängen im Hochland in der Nähe der Stadt Kleinmond in Höhenlagen zwischen 560 und 600 Metern. 

## Gefährdungsstatus
Mimetes stokoei wurde im Februar 1922 von Thomas Pearson Stokoe entdeckt. Er vergaß allerdings den Fundort, bis er diese Pflanzenart 1925 auf einem Blumenmarkt wiederentdeckte und der Blumensammler ihn zu der einzigen bekannten Stelle in einem Hochlandwald oberhalb der Stadt Kleinmond am Westkap führte. Seitdem war der Lebensraum nur wenigen Wissenschaftlern bekannt.
In den frühen 1960er-Jahren wollte die südafrikanische Botanikerin Marie Vogts den Lebensraum von Mimetes stokoei als Experimentiergarten für ihre Zuckerbüsche (Protea) nutzen. Da Vogts nicht bekannt war, dass Mimetes stokoei im Gebiet von Kleinmond vorkam, ließ sie die ursprüngliche Vegetation abbrennen und zum Vorschein kam ein überlebendes Exemplar dieser Art, das 1967 durch Windbruch einging.
Nach schweren Bränden im Sommer 1999 wurden 2001 24 junge Pflanzen dieser Art im Kogelberg Nature Reserve wiederentdeckt, die 2004 zum ersten Mal blühten. 2007 wurden zwei weitere Kolonien mit sechs beziehungsweise drei Pflanzen nachgewiesen.